# Großer Preis von Italien 2012
Der Große Preis von Italien 2012 (offiziell Formula 1 Gran Premio Santander d’Italia 2012) fand am 9. September auf dem Autodromo Nazionale di Monza in Monza statt und war das 13. Rennen der Formel-1-Weltmeisterschaft 2012.

## Berichte

### Hintergrund
Nach dem Großen Preis von Belgien führte Fernando Alonso in der Fahrerwertung mit 24 Punkten vor Sebastian Vettel und mit 32 Punkten vor Mark Webber. In der Konstrukteurswertung führte Red Bull-Renault mit 54 Punkten vor McLaren-Mercedes und 65 Punkten vor Lotus-Renault.
Beim Großen Preis von Italien stellte Pirelli den Fahrern die Reifenmischungen P Zero Hard (silber) und P Zero Medium (weiß), sowie für nasse Bedingungen Cinturato Intermediates (grün) und Cinturato Full-Wets (blau) zur Verfügung.

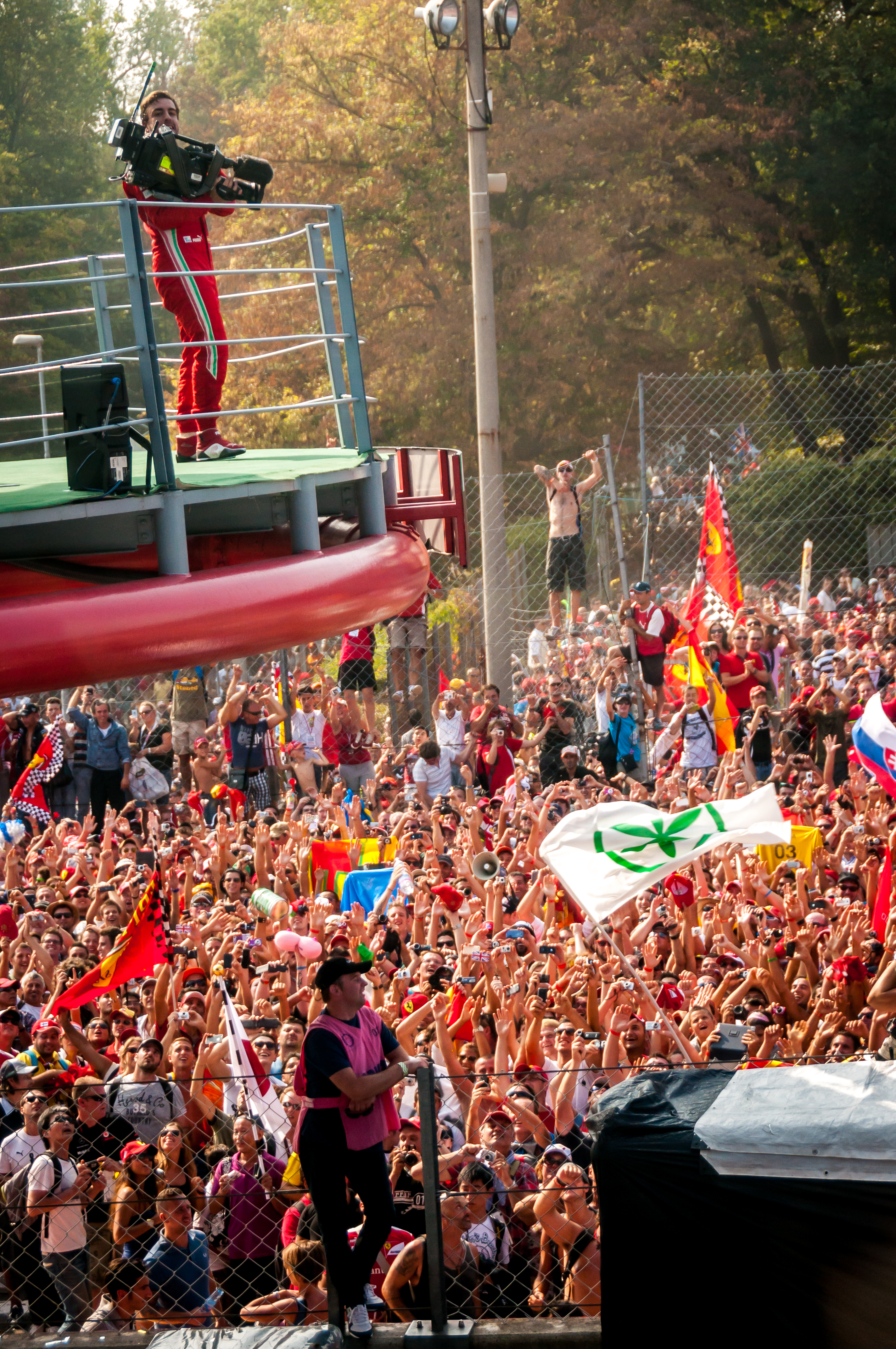
Fernando Alonso nach der Siegerehrung als Kameramann unterwegs

Vor dem Rennwochenende gab es einen Fahrerwechsel: Romain Grosjean wurde für das Verursachen einer Startkollision beim vorherigen Grand Prix für ein Rennen gesperrt. Jérôme D’Ambrosio, regulärer Ersatzfahrer des Rennstalls Lotus, erhielt das Cockpit für diesen Grand Prix.
Michael Schumacher bestritt seinen 300. Grand Prix.
Mit Schumacher (fünfmal), Alonso und Vettel (jeweils zweimal) traten drei ehemalige Sieger zu diesem Grand Prix an.
Als Rennkommissare fungierten Silvia Bellot (ESP), Gerd Ennser (DEU), Paolo Longini (ITA) und Emanuele Pirro (ITA).

### Training
Im ersten freien Training fuhr Schumacher die schnellste Zeit, gefolgt von Jenson Button und Nico Rosberg. Alonso und Pastor Maldonado blieben mit technischen Problemen stehen. In diesem Training übernahm Jules Bianchi den Force India von Paul di Resta, Valtteri Bottas den Williams von Bruno Senna und Qing Hua Ma den HRT von Narain Karthikeyan. Ma wurde damit zum ersten Chinesen, der einen Formel-1-Wagen an einem Grand-Prix-Wochenende fuhr.
Im zweiten Freitagstraining fuhr Lewis Hamilton die schnellste Zeit. Nach ihm folgten sein Teamkollege Button und Alonso. Alonso erlitt in diesem Training einen weiteren technischen Defekt.
Im dritten freien Training fuhr Hamilton erneut die schnellste Runde. Nur eine Tausendstelsekunde langsamer war Alonso, gefolgt von di Resta. Vettel fiel mit einem technischen Defekt aus.

### Qualifying
Im ersten Abschnitt war Alonso der schnellste Pilot. Nico Hülkenberg hatte einen technischen Defekt und erzielte keine Zeit. Er scheiterte somit an der Qualifikation. Die Rennkommissare ließen ihn nachträglich zum Rennen zu. Die Caterham-, HRT- und Marussia-Piloten schafften es nicht ins nächste Segment. Im zweiten Abschnitt blieb Alonso in Führung. Die Toro Rosso- und Williams-Piloten sowie D’Ambrosio, Sergio Pérez und Webber schieden aus. Im dritten Segment fuhr Hamilton die schnellste Runde und erzielte die Pole-Position vor Button und Felipe Massa.
di Resta und Maldonado wurden in der Startaufstellung um fünf bzw. zehn Positionen nach hinten versetzt. di Resta wurde wegen eines Getriebewechsels bestraft, Maldonado erhielt zwei Strafversetzungen à fünf Positionen, da er beim Großen Preis von Belgien mit einem Frühstart und dem Verursachen einer Kollision aufgefallen war.

### Rennen

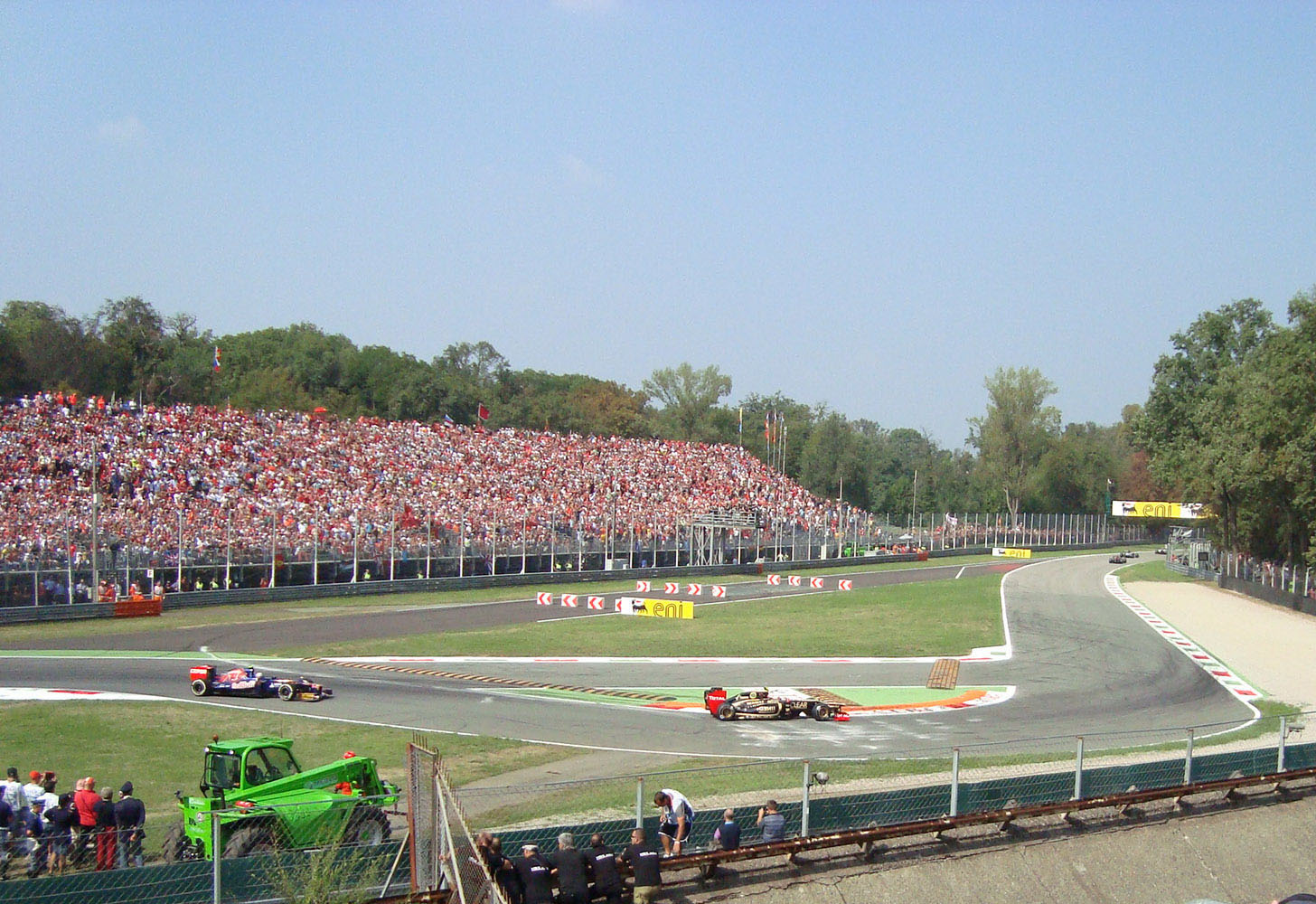
Jean-Éric Vergne (links) und Jérôme D’Ambrosio (rechts) in der ersten Kurve

Massa startete gut und zog beim Start an Button vorbei. Er versuchte auch einen Angriff auf den Führenden Hamilton, der seine Position jedoch erfolgreich verteidigte. Während sich Hamilton in den folgenden Runden absetzte, entwickelten sich im Hintergrund mehrere Duelle. In der vierten Runde ging Vettel vorbei an Schumacher auf die vierte Position. Schumacher wurde anschließend von Alonso, der sich bereits auf den sechsten Platz vorgearbeitet hatte, unter Druck gesetzt. Nach mehreren gescheiterten Versuchen gelang Alonso in der siebten Runde auf der Start-Ziel-Geraden ein Überholmanöver.
In der achten Runde duellierten sich Senna und di Resta in der Variante della Roggia. Dabei wich Senna durch die Auslaufzone aus, sodass es zu keiner Kollision kam. Eine Runde später brach Vergne beim Anbremsen vor der Rettifilo das Heck aus und er verlor die Kontrolle über das Fahrzeug. Er hob kurz ab und landete in der Auslaufzone. Vergne klagte anschließend über Kopf- und Rückenschmerzen.
Während sich das Geschehen auf den meisten Positionen stabilisiert hatte, griff Webber di Resta vor der Curva del Vialone an und behauptete in einem anschließenden Konter die zehnte Position. Webber setzte sich sofort von di Resta ab und behielt auch nach einem kleinen Fehler in der zweiten Lesmo die Position vor seinem Gegner. Von den Fahrern im vorderen Feld begannen die Mercedes-Piloten in der 14. Runde die Phase der ersten Boxenstopps. Die anderen Fahrer blieben zunächst draußen. Dabei gelang es Pérez an Kimi Räikkönen vorbeizuziehen. Räikkönen fuhr anschließend in die Box und absolvierte seinen Stopp in der 17. Runde. Zwei Runden später kam es zu einer ähnlichen Situation zwischen Massa und Button. Zunächst fuhr Button an seinem Gegner vorbei, dann ging Massa an die Box. Wiederum zwei Runden später gingen Vettel und Alonso an die Box. Vettel blieb vor Alonso und beide kamen hinter Massa zurück auf die Strecke.
In der 24. Runde ging schließlich der Führende Hamilton an die Box. Da sein Teamkollege Button bereits kurz zuvor seine Reifen gewechselt hatte, übernahm Pérez für fünf Runden die Führung. Zwischen Vettel und Alonso entwickelte sich in der Zwischenzeit ein Zweikampf. Alonso machte Druck auf Vettel. In der 26. Runde versuchte Alonso außen in der Curva Grande vorbeizufahren, doch Vettel ließ ihm wenig Platz, sodass Alonso durchs Kiesbett fuhr und etwas Zeit verlor. Alonso hatte anschließend Probleme mit der Aufhängung, kam aber ins Ziel. Kurz nachdem Hamilton in der 29. Runde auf der Start-Ziel-Geraden an Pérez vorbei auf die Führungsposition gefahren war, überholte Alonso Vettel vor der Variante della Roggia.
Während Hamilton das Rennen vor Button anführte, lagen auf den Positionen dahinter die Ferrari von Massa und Alonso. Vettel wurde indes von der Rennleitung wegen unfairer Fahrweise mit einer Durchfahrtsstrafe belegt. Kurz bevor Vettel diese absolvierte, schied Button mit technischen Problemen an der Benzinpumpe aus. Der schnellste Fahrer zu diesem Zeitpunkt war Pérez, der mit schnellen Runden und Überholmanövern an die Ferrari heranfuhr. In der 40. Runde tauschten die Ferrari-Piloten die Plätze, sodass Alonso den zweiten Platz hinter Hamilton erhielt.
Nachdem Pérez weitere schnelle Runden absolviert hatte, ging er an beiden Ferrari-Piloten vorbei auf die zweite Position. Zunächst überholte er Massa in der 43. Runde auf der Gegengeraden. In der 46. Runde ließ er Alonso vor der Curva del Vialone hinter sich. Pérez war zwar in der Lage, schnellere Runden als Hamilton zu fahren, auf ihn aufzuschließen, gelang ihm jedoch nicht mehr.
Kurz vor Rennende fielen Vettel, Webber und Hülkenberg mit technischen Problemen aus. Da sie genügend Runden absolviert hatten, wurden sie gewertet. Bei Vettel war es ein weiterer Defekt der Lichtmaschine, die bereits am Samstagvormittag einen Defekt hatte.
Hamilton gewann schließlich mit etwa vier Sekunden vor Pérez. Alonso, Massa und Räikkönen folgten auf den Plätzen dahinter. Schumacher und Rosberg auf den Plätzen sechs und sieben waren die einzigen Fahrer in den Top 10, die zweimal an der Box waren. Rosberg fuhr zudem die schnellste Runde. Die restlichen Punkte gingen an di Resta, Kamui Kobayashi und Senna. Senna übernahm die letzte Punkteposition erst auf der Zielgeraden, da Daniel Ricciardo, der die Position zuvor belegt hatte, mit einem technischen Problem der Benzinversorgung aus der letzten Kurve nicht mehr beschleunigte. Für Hamilton war es der 20. Sieg in der Formel-1-Weltmeisterschaft. Er zog damit mit dem zweimaligen Weltmeister Mika Häkkinen gleich.
Während Alonso die Führung in der Weltmeisterschaft behielt, kam es zu mehreren Verschiebungen hinter ihm. Vettel und Webber verloren die Plätze zwei und drei an Hamilton und Räikkönen. Bei den Konstrukteuren übernahm Ferrari die dritte Position von Lotus, während die ersten zwei Positionen unverändert blieben.

## Meldeliste
| Team                          | Nr. | Fahrer             | Chassis           | Motor                | Reifen |
| ----------------------------- | --- | ------------------ | ----------------- | -------------------- | ------ |
| Red Bull Racing               | 01  | Sebastian Vettel   | Red Bull RB8      | Renault 2.4 V8       | P      |
| Red Bull Racing               | 02  | Mark Webber        | Red Bull RB8      | Renault 2.4 V8       | P      |
| Vodafone McLaren Mercedes     | 03  | Jenson Button      | McLaren MP4-27    | Mercedes-Benz 2.4 V8 | P      |
| Vodafone McLaren Mercedes     | 04  | Lewis Hamilton     | McLaren MP4-27    | Mercedes-Benz 2.4 V8 | P      |
| Scuderia Ferrari              | 05  | Fernando Alonso    | Ferrari F2012     | Ferrari 2.4 V8       | P      |
| Scuderia Ferrari              | 06  | Felipe Massa       | Ferrari F2012     | Ferrari 2.4 V8       | P      |
| Mercedes AMG Petronas F1 Team | 07  | Michael Schumacher | Mercedes F1 W03   | Mercedes-Benz 2.4 V8 | P      |
| Mercedes AMG Petronas F1 Team | 08  | Nico Rosberg       | Mercedes F1 W03   | Mercedes-Benz 2.4 V8 | P      |
| Lotus F1 Team                 | 09  | Kimi Räikkönen     | Lotus E20         | Renault 2.4 V8       | P      |
| Lotus F1 Team                 | 10  | Jérôme D’Ambrosio  | Lotus E20         | Renault 2.4 V8       | P      |
| Sahara Force India F1 Team    | 11  | Jules Bianchi      | Force India VJM05 | Mercedes-Benz 2.4 V8 | P      |
| Sahara Force India F1 Team    | 11  | Paul di Resta      | Force India VJM05 | Mercedes-Benz 2.4 V8 | P      |
| Sahara Force India F1 Team    | 12  | Nico Hülkenberg    | Force India VJM05 | Mercedes-Benz 2.4 V8 | P      |
| Sauber F1 Team                | 14  | Kamui Kobayashi    | Sauber C31        | Ferrari 2.4 V8       | P      |
| Sauber F1 Team                | 15  | Sergio Pérez       | Sauber C31        | Ferrari 2.4 V8       | P      |
| Scuderia Toro Rosso           | 16  | Daniel Ricciardo   | Toro Rosso STR7   | Ferrari 2.4 V8       | P      |
| Scuderia Toro Rosso           | 17  | Jean-Éric Vergne   | Toro Rosso STR7   | Ferrari 2.4 V8       | P      |
| Williams F1 Team              | 18  | Pastor Maldonado   | Williams FW34     | Renault 2.4 V8       | P      |
| Williams F1 Team              | 19  | Valtteri Bottas    | Williams FW34     | Renault 2.4 V8       | P      |
| Williams F1 Team              | 19  | Bruno Senna        | Williams FW34     | Renault 2.4 V8       | P      |
| Caterham F1 Team              | 20  | Heikki Kovalainen  | Caterham CT01     | Renault 2.4 V8       | P      |
| Caterham F1 Team              | 21  | Witali Petrow      | Caterham CT01     | Renault 2.4 V8       | P      |
| HRT F1 Team                   | 22  | Pedro de la Rosa   | HRT F112          | Cosworth 2.4 V8      | P      |
| HRT F1 Team                   | 23  | Qing Hua Ma        | HRT F112          | Cosworth 2.4 V8      | P      |
| HRT F1 Team                   | 23  | Narain Karthikeyan | HRT F112          | Cosworth 2.4 V8      | P      |
| Marussia F1 Team              | 24  | Timo Glock         | Marussia MR01     | Cosworth 2.4 V8      | P      |
| Marussia F1 Team              | 25  | Charles Pic        | Marussia MR01     | Cosworth 2.4 V8      | P      |

Anmerkungen
1. 1 2  Bianchi fuhr den Force India mit der Nummer 11 im ersten freien Training. Di Resta übernahm das Fahrzeug anschließend für das restliche Rennwochenende.
2. 1 2  Bottas fuhr den Williams mit der Nummer 19 im ersten freien Training. Senna übernahm das Fahrzeug anschließend für das restliche Rennwochenende.
3. 1 2  Ma fuhr den HRT mit der Nummer 23 im ersten freien Training. Karthikeyan übernahm das Fahrzeug anschließend für das restliche Rennwochenende.

## Klassifikationen

### Qualifying
| Pos.                                                                      | Fahrer             | Konstrukteur         | Q1         | Q2       | Q3       | Start |
| ------------------------------------------------------------------------- | ------------------ | -------------------- | ---------- | -------- | -------- | ----- |
| 01                                                                        | Lewis Hamilton     | McLaren-Mercedes     | 1:24,211   | 1:24,394 | 1:24,010 | 01    |
| 02                                                                        | Jenson Button      | McLaren-Mercedes     | 1:24,672   | 1:24,255 | 1:24,133 | 02    |
| 03                                                                        | Felipe Massa       | Ferrari              | 1:24,882   | 1:24,505 | 1:24,247 | 03    |
| 04                                                                        | Paul di Resta      | Force India-Mercedes | 1:24,875   | 1:24,345 | 1:24,304 | 09    |
| 05                                                                        | Michael Schumacher | Mercedes             | 1:25,302   | 1:24,675 | 1:24,540 | 04    |
| 06                                                                        | Sebastian Vettel   | Red Bull-Renault     | 1:25,011   | 1:24,687 | 1:24,802 | 05    |
| 07                                                                        | Nico Rosberg       | Mercedes             | 1:24,689   | 1:24,515 | 1:24,833 | 06    |
| 08                                                                        | Kimi Räikkönen     | Lotus-Renault        | 1:25,151   | 1:24,742 | 1:24,855 | 07    |
| 09                                                                        | Kamui Kobayashi    | Sauber-Ferrari       | 1:25,317   | 1:24,683 | 1:25,109 | 08    |
| 10                                                                        | Fernando Alonso    | Ferrari              | 1:24,175   | 1:24,242 | 1:25,678 | 10    |
| 11                                                                        | Mark Webber        | Red Bull-Renault     | 1:25,556   | 1:24,809 | –        | 11    |
| 12                                                                        | Pastor Maldonado   | Williams-Renault     | 1:25,103   | 1:24,820 | –        | 22    |
| 13                                                                        | Sergio Pérez       | Sauber-Ferrari       | 1:25,300   | 1:24,901 | –        | 12    |
| 14                                                                        | Bruno Senna        | Williams-Renault     | 1:25,135   | 1:25,042 | –        | 13    |
| 15                                                                        | Daniel Ricciardo   | Toro Rosso-Ferrari   | 1:25,728   | 1:25,312 | –        | 14    |
| 16                                                                        | Jérôme D’Ambrosio  | Lotus-Renault        | 1:25,834   | 1:25,408 | –        | 15    |
| 17                                                                        | Jean-Éric Vergne   | Toro Rosso-Ferrari   | 1:25,649   | 1:25,441 | –        | 16    |
| 18                                                                        | Heikki Kovalainen  | Caterham-Renault     | 1:26,382   | –        | –        | 17    |
| 19                                                                        | Witali Petrow      | Caterham-Renault     | 1:26,887   | –        | –        | 18    |
| 20                                                                        | Timo Glock         | Marussia-Cosworth    | 1:27,039   | –        | –        | 19    |
| 21                                                                        | Charles Pic        | Marussia-Cosworth    | 1:27,073   | –        | –        | 20    |
| 22                                                                        | Narain Karthikeyan | HRT-Cosworth         | 1:27,441   | –        | –        | 21    |
| 23                                                                        | Pedro de la Rosa   | HRT-Cosworth         | 1:27,629   | –        | –        | 23    |
| 107-Prozent-Zeit: 1:30,067 min (bezogen auf Q1-Bestzeit von 1:24,175 min) |                    |                      |            |          |          |       |
| DNQ                                                                       | Nico Hülkenberg    | Force India-Mercedes | keine Zeit | –        | –        | 24    |

Anmerkungen
1. ↑  di Resta wurde aufgrund eines Getriebewechsels um fünf Positionen nach hinten versetzt.
2. ↑  Maldonado wurde aufgrund eines Frühstarts beim Großen Preis von Belgien sowie des Verursachens einer Kollision beim Großen Preis von Belgien um je fünf Positionen nach hinten versetzt.

1. 1 2 3 4 5 6 7 8 9 10 11 12 13 14 15 16 17 18 19 20  Rennwagen mit KERS

### Rennen
| Pos. | Fahrer             | Konstrukteur         | Runden | Stopps | Zeit        | Start | Schnellste Runde |
| ---- | ------------------ | -------------------- | ------ | ------ | ----------- | ----- | ---------------- |
| 01   | Lewis Hamilton     | McLaren-Mercedes     | 53     | 1      | 1:19:41,221 | 01    | 1:28,427 (52.)   |
| 02   | Sergio Pérez       | Sauber-Ferrari       | 53     | 1      | + 4,356     | 12    | 1:27,562 (53.)   |
| 03   | Fernando Alonso    | Ferrari              | 53     | 1      | + 20,594    | 10    | 1:28,835 (44.)   |
| 04   | Felipe Massa       | Ferrari              | 53     | 1      | + 29,667    | 03    | 1:28,914 (33.)   |
| 05   | Kimi Räikkönen     | Lotus-Renault        | 53     | 1      | + 30,881    | 07    | 1:29,109 (52.)   |
| 06   | Michael Schumacher | Mercedes             | 53     | 2      | + 31,259    | 04    | 1:27,718 (51.)   |
| 07   | Nico Rosberg       | Mercedes             | 53     | 2      | + 33,550    | 06    | 1:27,239 (53.)   |
| 08   | Paul di Resta      | Force India-Mercedes | 53     | 1      | + 41,057    | 09    | 1:29,068 (51.)   |
| 09   | Kamui Kobayashi    | Sauber-Ferrari       | 53     | 1      | + 43,898    | 08    | 1:29,032 (39.)   |
| 10   | Bruno Senna        | Williams-Renault     | 53     | 1      | + 48,144    | 13    | 1:28,742 (52.)   |
| 11   | Pastor Maldonado   | Williams-Renault     | 53     | 2      | + 48,682    | 22    | 1:28,053 (51.)   |
| 12   | Daniel Ricciardo   | Toro Rosso-Ferrari   | 53     | 1      | + 50,316    | 14    | 1:28,621 (46.)   |
| 13   | Jérôme D’Ambrosio  | Lotus-Renault        | 53     | 1      | + 1:15,861  | 15    | 1:28,677 (52.)   |
| 14   | Heikki Kovalainen  | Caterham-Renault     | 52     | 2      | + 1 Runde   | 17    | 1:29,399 (46.)   |
| 15   | Witali Petrow      | Caterham-Renault     | 52     | 2      | + 1 Runde   | 18    | 1:29,066 (46.)   |
| 16   | Charles Pic        | Marussia-Cosworth    | 52     | 2      | + 1 Runde   | 20    | 1:29,753 (44.)   |
| 17   | Timo Glock         | Marussia-Cosworth    | 52     | 2      | + 1 Runde   | 19    | 1:29,888 (50.)   |
| 18   | Pedro de la Rosa   | HRT-Cosworth         | 52     | 1      | + 1 Runde   | 23    | 1:30,398 (51.)   |
| 19   | Narain Karthikeyan | HRT-Cosworth         | 52     | 1      | + 1 Runde   | 21    | 1:31,086 (44.)   |
| 20   | Mark Webber        | Red Bull-Renault     | 51     | 1      | DNF         | 11    | 1:29,202 (43.)   |
| 21   | Nico Hülkenberg    | Force India-Mercedes | 50     | 1      | DNF         | 24    | 1:28,578 (46.)   |
| 22   | Sebastian Vettel   | Red Bull-Renault     | 47     | 2      | DNF         | 05    | 1:28,713 (46.)   |
| –    | Jenson Button      | McLaren-Mercedes     | 32     | 1      | DNF         | 02    | 1:28,926 (31.)   |
| –    | Jean-Éric Vergne   | Toro Rosso-Ferrari   | 8      | 0      | DNF         | 16    | 1:31,962 (06.)   |

Anmerkungen
1. 1 2 3 4 5 6 7 8 9 10 11 12 13 14 15 16 17 18 19 20  Rennwagen mit KERS

## WM-Stände nach dem Rennen
Die ersten zehn des Rennens bekamen 25, 18, 15, 12, 10, 8, 6, 4, 2 bzw. 1 Punkt(e).

### Fahrerwertung
| Pos. | Fahrer             | Konstrukteur         | Punkte |
| ---- | ------------------ | -------------------- | ------ |
| 01   | Fernando Alonso    | Ferrari              | 179    |
| 02   | Lewis Hamilton     | McLaren-Mercedes     | 142    |
| 03   | Kimi Räikkönen     | Lotus-Renault        | 141    |
| 04   | Sebastian Vettel   | Red Bull-Renault     | 140    |
| 05   | Mark Webber        | Red Bull-Renault     | 132    |
| 06   | Jenson Button      | McLaren-Mercedes     | 101    |
| 07   | Nico Rosberg       | Mercedes             | 83     |
| 08   | Romain Grosjean    | Lotus-Renault        | 76     |
| 09   | Sergio Pérez       | Sauber-Ferrari       | 65     |
| 10   | Felipe Massa       | Ferrari              | 47     |
| 11   | Michael Schumacher | Mercedes             | 43     |
| 12   | Kamui Kobayashi    | Sauber-Ferrari       | 35     |
| 13   | Paul di Resta      | Force India-Mercedes | 32     |

| Pos. | Fahrer             | Konstrukteur         | Punkte |
| ---- | ------------------ | -------------------- | ------ |
| 14   | Nico Hülkenberg    | Force India-Mercedes | 31     |
| 15   | Pastor Maldonado   | Williams-Renault     | 29     |
| 16   | Bruno Senna        | Williams-Renault     | 25     |
| 17   | Jean-Éric Vergne   | Toro Rosso-Ferrari   | 8      |
| 18   | Daniel Ricciardo   | Toro Rosso-Ferrari   | 4      |
| 19   | Heikki Kovalainen  | Caterham-Renault     | 0      |
| 20   | Witali Petrow      | Caterham-Renault     | 0      |
| 21   | Jérôme D’Ambrosio  | Lotus-Renault        | 0      |
| 22   | Timo Glock         | Marussia-Cosworth    | 0      |
| 23   | Charles Pic        | Marussia-Cosworth    | 0      |
| 24   | Narain Karthikeyan | HRT-Cosworth         | 0      |
| 25   | Pedro de la Rosa   | HRT-Cosworth         | 0      |

### Konstrukteurswertung
| Pos. | Konstrukteur     | Punkte |
| ---- | ---------------- | ------ |
| 01   | Red Bull-Renault | 272    |
| 02   | McLaren-Mercedes | 243    |
| 03   | Ferrari          | 226    |
| 04   | Lotus-Renault    | 217    |
| 05   | Mercedes         | 126    |
| 06   | Sauber-Ferrari   | 100    |

| Pos. | Konstrukteur         | Punkte |
| ---- | -------------------- | ------ |
| 07   | Force India-Mercedes | 63     |
| 08   | Williams-Renault     | 54     |
| 09   | Toro Rosso-Ferrari   | 12     |
| 10   | Caterham-Renault     | 0      |
| 11   | Marussia-Cosworth    | 0      |
| 12   | HRT-Cosworth         | 0      |